# Pseudokuma orphinum
Pseudokuma orphinum är en plattmaskart som först beskrevs av Ernst Marcus 1950.  Pseudokuma orphinum ingår i släktet Pseudokuma och familjen Haploposthiidae. Inga underarter finns listade i Catalogue of Life.